# Bras Écu-Croix

Structure de la Voie lactée.
Sur ce diagramme, le Soleil est représenté par un point jaune.

Le bras Écu-Croix (également appelé bras du Centaure) est un bras spiral de la Voie lactée. Il se trouve entre le bras Sagittaire-Carène et le bras de la Règle.
La section du bras débutant près du centre galactique constitue le bras de l’Écu, qui devient le bras de la Croix lorsqu’on s’éloigne du centre.
La région dans laquelle le bras Écu-Croix croise le bulbe central est riche en étoiles naissantes. En 2006, un grand amas d’étoiles jeunes contenant 14 supergéantes rouges, appelé RSGC1, fut découvert. En 2007, un nouvel amas fut découvert, RSGC2, à seulement quelques centaines d’années-lumière du précédent.  Ce dernier contient environ 50 000 étoiles récemment formées, et est âgé de moins de 20 millions d’années. 26 supergéantes ont été découvertes dans ce seul amas, ce qui en fait le plus grand groupement de telles étoiles connu à ce jour.